# Eroica

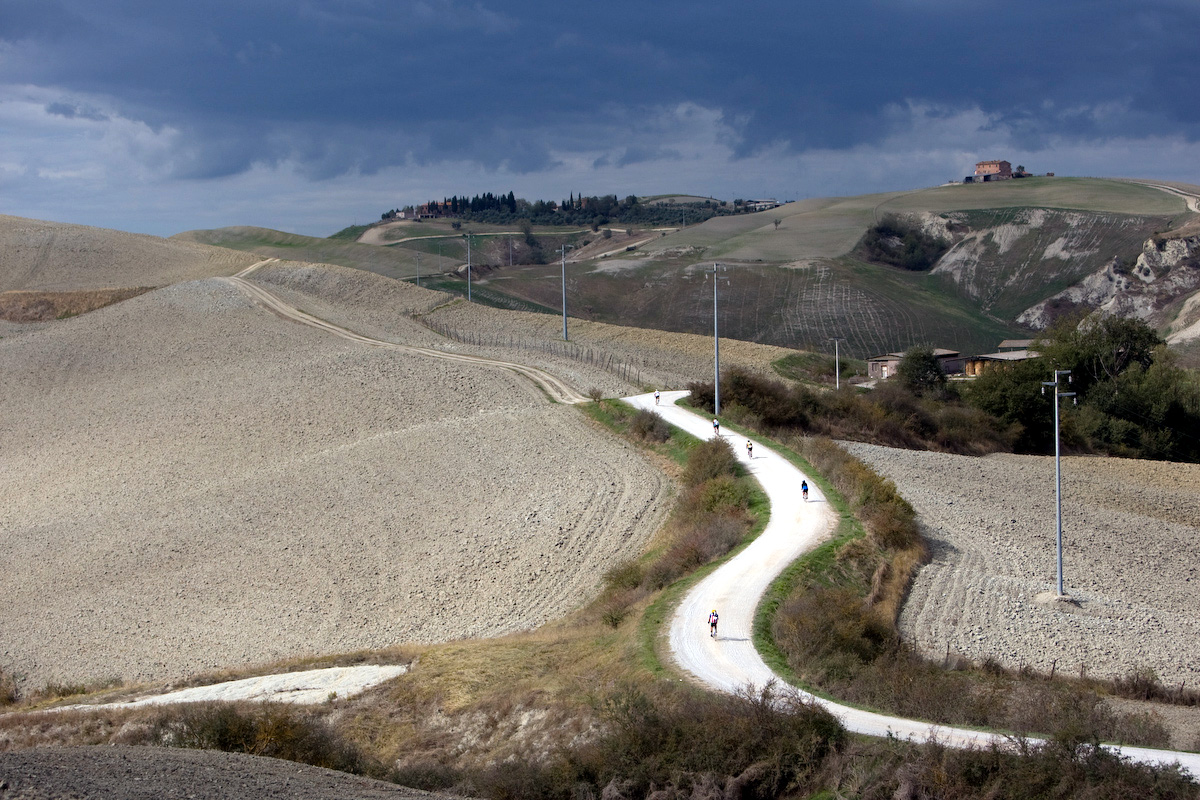
Une partie du parcours.

Pour les articles homonymes, voir Eroica (homonymie).
L'Eroica est une manifestation cyclotouristique dédiée aux adeptes de courses cyclistes vintages qui se déroule depuis 1997 — habituellement le premier week-end du mois d'octobre — en province de Sienne.

## Caractéristiques
Son principal objectif est de retrouver l’esprit d’aventure des courses cyclistes d’antan. La manifestation est ouverte à tous, toutefois un diplôme récompense les cyclistes y participant avec une bicyclette d'époque (antérieure à 1987) dont les trois caractéristiques principales sont :
- leviers de vitesse sur le cadre ;
- gaines de frein extérieures au guidon ;
- cale-pieds avec sangles.

Les parcours proposés au nombre de quatre sont de longueurs variables de 38 à 205 kilomètres. Le départ de la course est donné depuis Gaiole in Chianti puis se poursuit selon un circuit particulièrement vallonné qui serpente par des chemins de terre dits strade bianche à travers le vignoble du Chianti. Course atypique, elle est sans caravane ni véhicules suiveurs, chaque coureur — souvent habillé en tenue de circonstance (jerseys, casquettes et lunettes d’époque) — emporte ses outils et sa chambre à air de rechange croisée sur les épaules. Les villages étapes sont de véritables rendez-vous pour les collectionneurs de pièces détachées pour vélos anciens et les points de ravitaillement se distinguent par leurs charcuteries et fromages, arrosés de vins de Chianti.